# ジョシュア・カワード
ジョシュア・カワード（Joshua Coward、1997年6月28日 - ）は、オーストラリアのラグビー選手。

## プロフィール
- オーストラリア出身[1]。
- ポジションはウィング(WTB)。
- 身長 172cm、体重 75kg

## 略歴
2021年、東京五輪の7人制オーストラリア代表に選ばれた。